# توماس آلسگارد
توماس آلسگارد (به نروژی: Thomas Alsgaard) ورزشکار مرد رشتهٔ اسکی صحرانوردی اهل کشور نروژ است. وی در بین سال‌های ‎۱۹۹۴ تا ۲۰۰۲ میلادی در مسابقات بازی‌های المپیک زمستانی در مجموع ۶ مدال، شامل ۵ مدال طلا و ۱ نقره را کسب کرد.